# Jorge Correia Jesuíno
Jorge Correia Jesuíno (Lisboa, 28 de janeiro de 1934), oficial da Armada Portuguesa, licenciado em Filosofia pela Universidade de Lisboa e doutorado em Sociologia pela Universidade Técnica de Lisboa, professor da Escola Naval e do Instituto Superior de Ciências do Trabalho e da Empresa (ISCTE-IUL) de Lisboa e investigador no Instituto Superior de Ciências Sociais e Políticas (ISCSP) Universidade Técnica de Lisboa. Foi Ministro da Comunicação Social do III Governo Provisório (em funções de 24 de fevereiro a 26 de março de 1975), do IV Governo Provisório (em funções de 26 de março a 8 de agosto de 1975) e do V Governo Provisório (em funções de 8 de agosto a 19 de setembro de 1975).

## Biografia
Após concluir o ensino liceal, em Lisboa, frequentou os preparatórios da Faculdade de Ciências da Universidade de Lisboa, ingressando em seguida na Escola Naval, onde terminou o curso e de onde saiu guarda-marinha em 1955.
Licenciado em Filosofia pela Universidade de Lisboa (1968), doutorado (1985) e agregado (1990) em Sociologia pela Universidade Técnica de Lisboa. Professor Emérito do ISCTE-IUL com publicações diversas nas áreas da psicologia social e organizações, epistemologia e sociologia da ciência.
Foi Ministro da Comunicação Social dos governos provisórios do PREC (III, IV e V Governos Provisórios), ocupando esse cargo de fevereiro a setembro de 1975.